# Wiktor Filipek
Wiktor Zygmunt Filipek (ur. 16 października 1929 w Dęblinie, zm. w lutym 2019) – polski wojskowy, pułkownik, dowódca Nadwiślańskich Jednostek Wojskowych w latach 1983-1985.

## Życiorys
W latach 1949–1979 pełnił służbę w Ludowym Wojsku Polskim. W pierwszym numerze czasopisma Wyższej Szkoły Oficerskiej im. T. Kościuszki pt. Poglądy i Doświadczenia opublikował artykuł poświęcony problematyce działań nieregularnych.
W latach 1979–1981 pracował w szefostwie Wojskowej Służby Wewnętrznej (WSW).
W roku 1981, przeniesiony z MON do MSW, został zastępcą szefa Wojsk MSW. Do Wojsk MSW należały wówczas Nadwiślańskie Jednostki Wojskowe, Wojska Ochrony Pogranicza i Biuro Ochrony Rządu MSW. Szefem Wojsk MSW w tym czasie, tzn. w latach 1981-1983, był gen. bryg. Lucjan Czubiński. W czerwcu 1982 r. na stanowisko zastępcy szefa Wojsk MSW (zatem równe temu, które zajmował płk Filipek) został mianowany płk Mieczysław Roman, którego kariera gwałtownie zakończyła się jednak po 4 miesiącach, gdy (według sądu wojskowego) zastrzelił córkę i zięcia podczas sprzeczki mającej związek z poglądami politycznymi zięcia.
Od stycznia 1983 do czerwca 1985 płk Filipek dowodził Nadwiślańskimi Jednostkami Wojskowymi. Zastąpił na tym stanowisku gen. bryg. Jana Siuchnińskiego, zaś sam został zastąpiony w 1985 r. przez gen. bryg. Edwarda Wejnera. W lipcu 1984 był członkiem Społecznego Komitetu Obchodów 40-lecia Polski Ludowej w Warszawie.
W II poł. lat 80. przez kilka lat był zastępcą dyrektora Departamentu Szkolenia i Doskonalenia Zawodowego. 
Mieszkał w Warszawie. Żona, Zofia z d. Kłossowska. Pochowany w Warszawie na Starych Powązkach, (kwatera 142-2-13).

## Ordery i odznaczenia
- Krzyż Oficerski Orderu Odrodzenia Polski

- Krzyż Zasługi (złoty)

- Medal „Siły Zbrojne w Służbie Ojczyzny” (złoty)

- Medal „Za zasługi dla obronności kraju”(złoty)[4]